# Dieter Wisliceny
Dieter Wisliceny (Regulowken, Kelet-Poroszország, 1911. január 13. – Pozsony, 1948. május 4.) német SS-százados (Hauptsturmführer), 1940 és 1944 között zsidóügyi szakértő Szlovákiában, Magyarországon és Görögországban.

## Élete
Teológiai tanulmányait félbeszakítva újságíróként dolgozott. 1931-ben lett a Nemzetiszocialista Német Munkáspárt (NSDAP) és a Sturmabteilung (SA) tagja. 1934-ben az SA kötelékéből a Schutzstaffelhez (SS) került, és a Sicherheitsdienst Reichsführer-SS (SD) tagja lett. 1934 és 1937 között Berlinben tevékenykedett, először a szabadkőműves ügyek SD-előadójaként, 1937. áprilistól novemberig pedig az SD zsidóügyi osztályának vezetőjeként. Ezt követően 1940-ig az SD-nál dolgozott Danzig Szabad Városban. 1940. szeptemberben Adolf Eichmann javaslatára a Reichssicherheitshauptamt (RSHA) képviseletében egy német küldöttséggel Pozsonyba utazott, ahol zsidóügyi szakértőként dolgozott a szlovák kormány számára. 1943. február 6-án Alois Brunnerrel Görögországba küldték, ahol a szaloniki zsidóügyi különleges kommandót vezette. A tevékenysége során 1943. március 14. és augusztus 7. között 19 vonattal 43 850 zsidót, Szaloniki zsidó lakosságának 95%-át deportálták, legtöbbjüket Auschwitz-Birkenauba. 1943 őszén és telén Wisliceny az athéni zsidóügyi referantúrát vezette.
Magyarország német megszállásának napján, 1944. március 19-én  Wisliceny az Eichmann-kommandó tagjaként érkezett Budapestre. Tevékenysége során 1944. április és október között több mint 400 000 magyar zsidót deportáltak, akiknek nagy része a gázkamrákban halt meg.
Wisliceny 1944 októberéig felelt a szlovák, görög és magyar zsidók deportálásáért.
1945. május 12-én Ausztriában letartóztatták. A nürnbergi perek során a vád fontos tanújaként szerepelt. A tanúvallomását felhasználták 1961-ben a jeruzsálemi Eichmann-perben is. A nürnbergi per után Wislicenyt kiadták Csehszlovákiának, ahol bíróság elé állították, bűnösnek nyilvánították, 1948. február 27-én halálra ítélték, és május 4-én kivégezték.

## Fordítás
Ez a szócikk részben vagy egészben a Dieter Wisliceny című német Wikipédia-szócikk ezen változatának fordításán alapul.  Az eredeti cikk szerkesztőit annak laptörténete sorolja fel. Ez a jelzés csupán a megfogalmazás eredetét és a szerzői jogokat jelzi, nem szolgál a cikkben szereplő információk forrásmegjelöléseként.

## A német cikk forrásai
- David Cesarani: Eichmann. His Life and Crimes William Heinemann, London, 2004
- R. Overy: Interrogations: The Nazi Elite in Allied Hands 1945 Allen Lane, The Penguin Press, London, 2001
- Ernst Klee: Das Personenlexikon zum Dritten Reich: Wer war was vor und nach 1945. Fischer-Taschenbuch-Verlag, Frankfurt am Main, 2005, ISBN 3-596-16048-0
- Franciszek Piper: Die Zahl der Opfer von Auschwitz. Verlag Staatliches Museum in Oświęcim, Oświęcim, 1993, ISBN 83-85047-17-4
- Katarína Hradská: Die erfolglosen Versuche zur Wiederaufnahme der Deportationen slowakischer Juden . In: Theresienstädter Studien und Dokumente Nr. 9, 2002
- Israel Gutman (Szerk.): Enzyklopädie des Holocaust. Die Verfolgung und Ermordung der europäischen Juden, Piper Verlag, München/Zürich, 1998, 3 Bände, ISBN 3-492-22700-7.
- Hans Safrian: Eichmann und seine Gehilfen. Fischer-Taschenbuch-Verlag, Frankfurt am Main, 1995, ISBN 3-596-12076-4